# Myrsine sytsmae
Myrsine sytsmae är en viveväxtart som beskrevs av C.L. Lundell. Myrsine sytsmae ingår i släktet Myrsine och familjen viveväxter. Inga underarter finns listade i Catalogue of Life.